# Acanthodelta fuscosuffusa
Acanthodelta fuscosuffusa är en fjärilsart som beskrevs av Embrik Strand 1914. Acanthodelta fuscosuffusa ingår i släktet Acanthodelta och familjen nattflyn. Inga underarter finns listade i Catalogue of Life.